# 네트워크 인터페이스 컨트롤러
네트워크 인터페이스 컨트롤러(network interface controller, NIC) 또는 네트워크 인터페이스 카드(영어: network interface card, NIC)는 컴퓨터를 네트워크에 연결하여 통신하기 위해 사용하는 하드웨어 장치이다. 네트워크 카드(network card), 랜 카드(문화어: 망카드, 망기판, LAN card), 물리 네트워크 인터페이스(physical network interface)라고 하며, 네트워크 인터페이스 카드, 네트워크 어댑터, 네트워크 카드, 이더넷 카드 등으로도 부른다.
데이터를 전송 받아 전기 신호로 변환하거나 반대로 전기 신호를 받아 데이터로 변환하는 역할을 하며, 컴퓨터와 케이블링 시스템 간 '데이터의 흐름을 제어'한다.
OSI 계층 1(물리 계층)과 계층 2(데이터 링크 계층) 장치를 가지는데, MAC 주소를 사용하여 낮은 수준의 주소 할당 시스템을 제공하고 네트워크 매개체로 물리적인 접근을 가능하게 한다. 사용자들이 케이블을 연결하거나 무선으로 연결하여 네트워크에 접속할 수 있다.
"두 장의 카드"를 사용하여 같은 주소를 공유하던 사례는 없다. IEEE 표준에 근거한 것인데 고유의 MAC 주소를 네트워크 인터페이스 콘트롤러의 제조업체에게 할당하는 책임을 진다.
마벨, 인텔, 리얼텍 등이 네트워크 카드 제조 업체로 잘 알려져 있다.

## 연결 방식
네트워크 인터페이스 컨트롤러는 이전에는 보통 확장 카드로 따로 설치하였지만 요즘에는 대개 메인보드에 내장되어 쓰는 경우가 많다.
- 메인보드 기준
  - 내장형(일반적으로 유선이 많으며, 일부 무선이 내장된 경우도 있음)
  - PCI 커넥터
  - ISA 커넥터 (현재는 쓰이지 않음)
  - PCI 익스프레스

- USB

- 네트워크 기준
  - 고속 이더넷(Fast Ethernet)
  - 기가비트 이더넷(Gigabit Ethernet)
  - 광섬유
  - 토큰링

## 속도
속도는 흔히 10/100/1000로 나뉜다.
- 초당 10 메가비트
- 초당 100 메가비트
- 초당 1000 메가비트
- 초당 최대 160 기가비트

## 같이 보기
- MAC 주소